# Is It Scary
Az Is It Scary Michael Jackson amerikai énekes harmadik kislemeze Blood on the Dance Floor: HIStory in the Mix című remixalbumáról. Egyike a remixalbumra felkerült öt új dalnak. Eredetileg 1993-ban készült, az abban az évben megjelent Addams Family Values című filmhez, amibe azonban jogi problémák miatt nem került be; Jackson végül az 1997-ben megjelent remixalbumhoz rögzítette a dalt.
Az Is It Scary 1997 novemberében jelent meg kislemezen és vegyes kritikákat kapott. A dal Jackson sötétebb oldalát mutatja, a kritikusok Marilyn Manson műveihez hasonlították. Remixei csak promóciós kislemezen jelentek meg az USA-ban és az Egyesült Királyságban.

## Háttere
Az Is It Scaryt Michael Jackson, James Harris III és Terry Lewis az 1993-ban bemutatott Addams Family Values című filmhez írta. A Paramount Pictures arra szerződött Jacksonnal, hogy horrortémájú dalt írjon és videóklippel népszerűsítse, később azonban a dal jogi problémák miatt nem került fel a film filmzenealbumára. A dal bekerült azok közé a dalok közé, amelyből összeválogatták Jackson 1995-ben megjelent HIStory: Past, Present and Future című albumának anyagát, végül azonban erre sem került fel, mert nem illett a többi dalhoz. Jackson ezután beleírta a dalt 1997-ben megjelent Ghosts című rövidfilmjébe. A szöveg egyes részeit újrahasználta a Ghosts című dalhoz is, ami szintén szerepel a Blood on the Dance Floor albumon.
A dal Ab és A-dúr hangfekvésben íródott, tempója 109 BPM Jackson hangterjedelme a dalban Ab3-A5.

## Megjelenés és remixek
Az Is It Scary kereskedelmi forgalomban nem jelent meg, de számos remix készült hozzá – többek közt a Deep Dishtől és Eddie Arroyótól –, melyek promóciós kiadványokon szerepeltek. A dalt elküldték a rádióknak és a diszkóknak is, hogy népszerűsítsék a Blood on the Dance Floor: HIStory in the Mix albumot. A reklám és a rádiós játszások hiánya miatt a dal slágerlistákon nem szerepelt.
Az Is It Scary egy remixe, a DJ Greek’s Scary Mix felkerült egy háromdalos CD kislemezre, ami a Ghosts Deluxe Collector Box Set részeként jelent meg. A dal remixei felkerültek volna Jackson Smile című kislemezére is, ami végül nem jelent meg. Az Is It Scary rádióváltozata később felkerült Jackson 2008-ban megjelent King of Pop című válogatásalbuma brit kiadásának 3. lemezére. Ugyanennek az albumnak a franciaországi deluxe edition kiadásán is szerepelt. Tommy D. is készített egy remixet a dalhoz, ami hivatalosan nem jelent meg, de 2010 novemberében kiszivárgott az internetre.
Az Is It Scary és a Jackson Invincible albumán szereplő Threatened egyes részei hallhatóak a Thriller részben a 2009-ben megjelent Michael Jackson’s This Is It dokumentumfilmben.

## Fogadtatása
Az Is It Scary nagyrészt pozitív vagy vegyes kritikát kapott megjelenésekor. Jim Farber, a New York Daily News kritikusa szerint a dal (a Ghostshoz hasonlóan) bemutat pár újszerű hangot, de igazi dallama nincsen. Roger Catlin a The Hartford Couranttól kijelentette: „A legérdekesebb dalok a Ghosts és az Is It Scary, melyekben azokat kérdezi, akik csak a bulvárlapokból ismerik, hogy szörnyetegnek tűnik-e.” Anthony Violanti a The Buffalo Newstől azt írta a dalról – a Ghosts és a Superfly Sister dalokkal együtt –, hogy „programozott műanyagok… az ember eltűnődik, hogy tudott egy olyan tehetséges szerző, mint Jackson, ilyen dalokat kiadni.”
Jae-Ha Kim, a Chicago Sun-Times munkatársa szerint „az Is It Scary még sötétebb oldalát mutatja Jacksonnak, mint amit a bulvárlapok alapján gondolna az ember”. Neil Strauss, a The New York Times újságírója szerint ilyen dal „inkább várható a hátborzongató Marilyn Manson rockertől, mint a Motown csodagyerekétől, aki Jackson volt.”

## Hivatalos remixek
- Album Version – 5:36
- Radio Edit – 4:11
- Deep Dish Dark & Scary Remix – 12:07
- Deep Dish Dark & Scary Remix (Radio Edit) – 4:38
- Deep Dish Double O-Jazz Dub – 8:35
- Eddie’s Love Mix – 8:00
- Eddie’s Love Mix (Radio Edit) – 3:50
- Eddie’s Rub-A-Dub Mix – 4:33
- Downtempo Groove Mix – 4:50
- DJ Greek Scary Remix – 7:11
- Tommy D’s Death Row Mix (kiadatlan) – 4:15

## Számlista
| 12" kislemez (Egyesült Királyság, promó) (XPR 3195) - A. Is It Scary (Deep Dish Dark & Scary Remix) – 12:10) - B1. Is It Scary (Deep Dish Double-O-Jazz Dub) – 8:35) - B2. Is It Scary (Deep Dish Dark & Scary Remix (Radio Edit) – 4:38 12" kislemez (Egyesült Királyság, promó) (XPR 3168) - A. Is It Scary (Eddie’s Love Mix) – 8:00 - B1. Is It Scary (Eddie’s Rub-A-Dub Mix) – 4:33 - B2. Is It Scary (Eddie’s Love Mix Radio Edit) – 3:50 | CD kislemez (Hollandia, promó) (SAMPCS 4562) 1. Is It Scary (Radio Edit) – 4:11 12" kislemez (Hollandia, promó) (SAMPMS 4674) - A1. Is It Scary (Deep Dish Dark And Scary Remix) – 12:07 - A2. Is It Scary (Eddie’s Rub-A-Dub Mix) – 5:00 - B1. Is It Scary (Eddie’s Love Mix) – 8:00 - B2. Off the Wall (Junior Vasquez Remix) – 4:57 |